# Dienst WSBZ

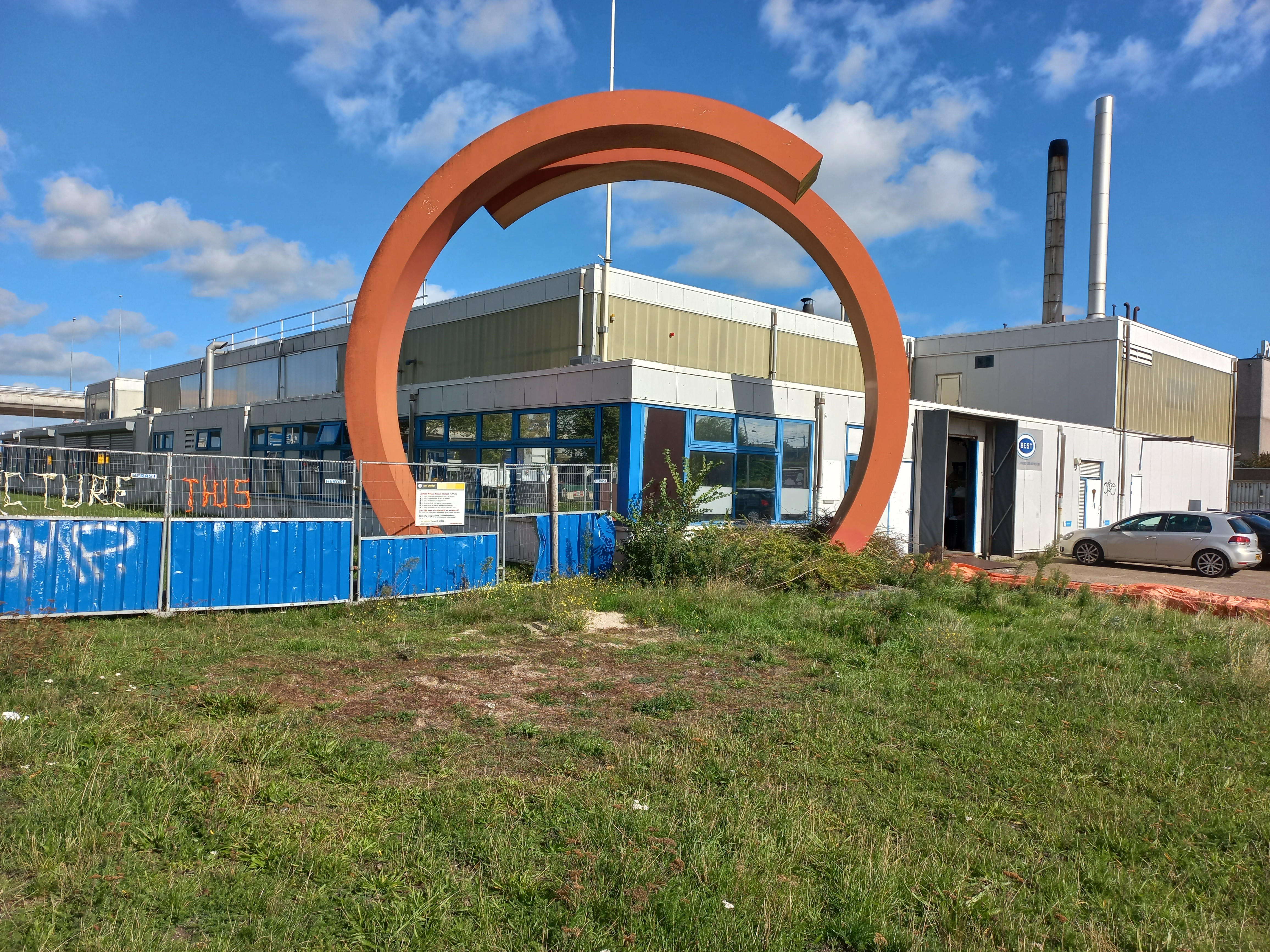
Het laatste gebouw voor WSBZ met kunstwerk voor de deur (oktober 2022)

Dienst WSBZ, voluit Dienst Was(ch) en Schoonmaak, Bad en Zweminrichtingen, was een gemeentelijke dienst in Amsterdam.

## WSBZ
De dienst was een schoonmaakbedrijf waar de werknemers werkten als ambtenaar. Het had als taak de schoonmaak van gemeentelijke objecten zoals badhuizen, zwembaden en kantoren.
Daarnaast bood men diensten aan voor het publiek zoals de exploitatie van een openbaar washuis vaak in combinatie met een badhuis. In 1925 werd het eerste gemeentelijk washuis geopend in de Fronemanstraat waarbij het washuis op de begane grond was en in 1933 volgde een tweede aan de Valkenburgerstraat. Het washuis aan de Fronemanstraat werd in 1934 wegens bezuinigingen weer gesloten maar in 1940 weer heropend waarbij de tarieven aanzienlijk werden verlaagd als alternatief voor een duurdere wasserij. De directeur van de dienst benadrukte in een brief aan de armenraad wat de voordelen waren van het gebruik van het washuis boven het wassen thuis in vaak kleine, oude en vochtige woningen waar de was maar moeizaam droogde.
De huisvrouwen konden elke dag behalve zondag in het washuis terecht en konden ongestoord door andere gezinsleden de was doen waarmee men hooguit drie uur bezig was inclusief drogen en mangelen met gebruikmaking van droogkasten. Er was deskundige begeleiding aanwezig en de huisvrouwen stond een cel ter beschikking met warm en koud water en zeep en soda waren bij de prijs inbegrepen. 

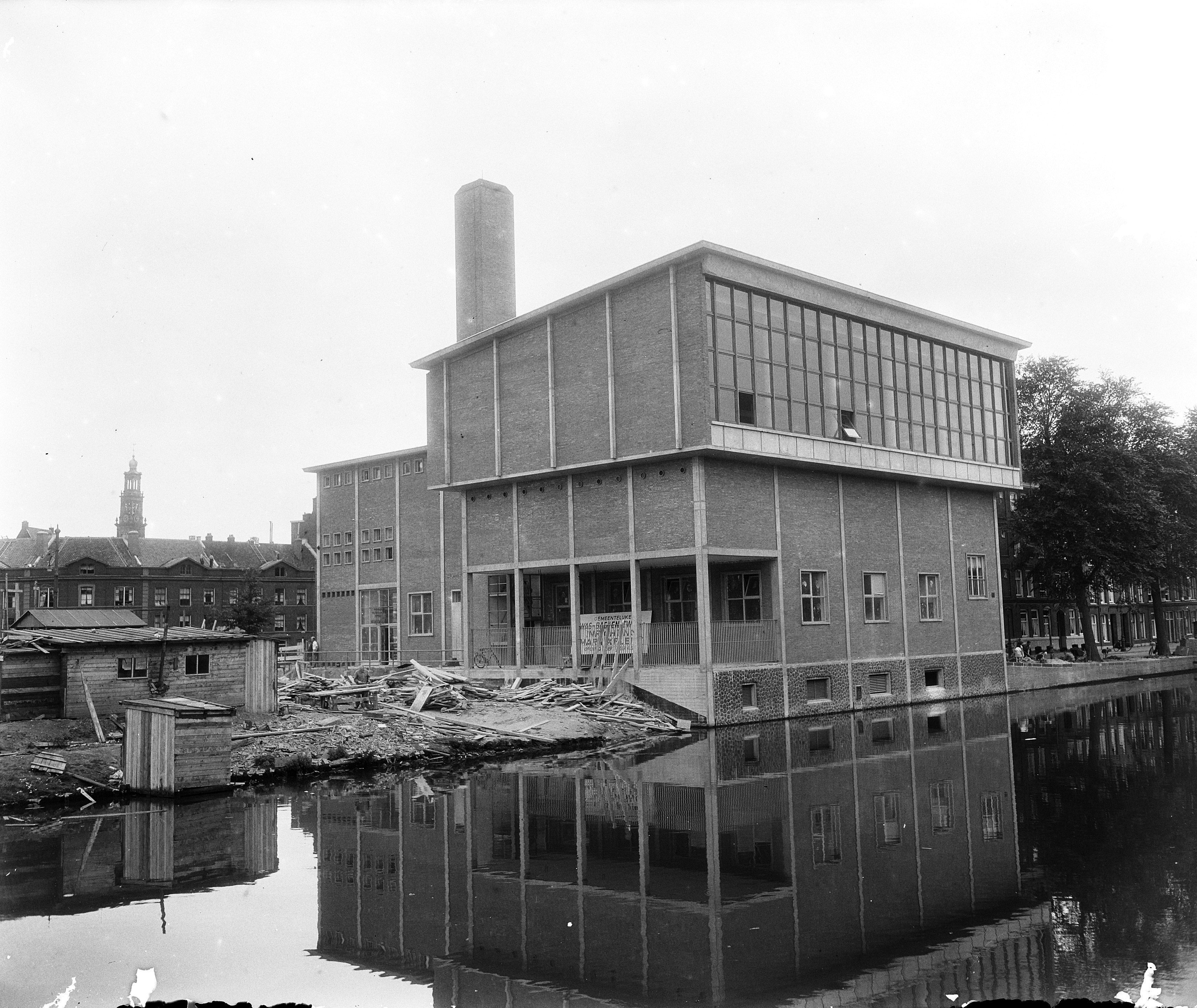
Badhuis Marnixstraat 1955

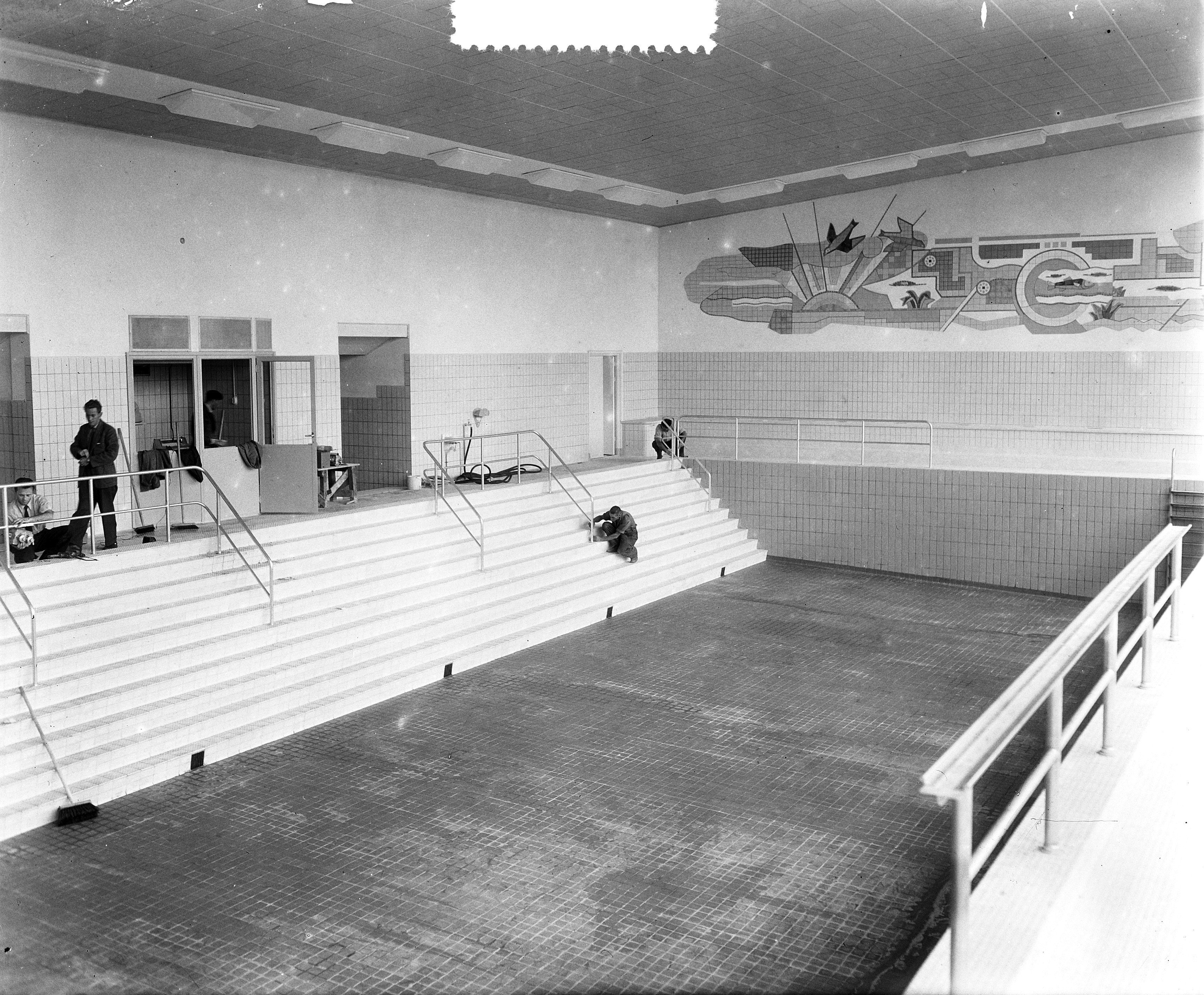
Interieur badhuis

In 1955 werd nog een derde nieuw washuis geopend in de Marnixstraat in combinatie met het Marnixbad maar sinds de jaren zestig nam de belangstelling voor de gemeentelijke washuizen sterk af en werd het eerste washuis gesloten. De voornaamste reden was de komst van de wasmachine in de huishoudens maar ook werd steeds meer gebruik gemaakt van wasserettes. Het laatste washuis aan de Marnixstraat werd in 1975 gesloten.
Dat het een gemeentelijke dienst betrof bleek wel uit de solidariteit van andere gemeente ambtenaren. Zo voerde het personeel van de WSBZ in juni 1988 actie en die werd ondersteund door de collega's van het GVB die op 17 juni 1988 uit solidariteit mee staakten, alhoewel de passagiers niets met de dienst van doen hadden.
Ondanks dat door de dienst nog een nieuw bedrijfspand aan de Rhoneweg ingebruik werd genomen maakte de dienst steeds meer verlies en werd op 1 januari 2004 de dienst geliquideerd waarna opheffing van de dienst volgde. De schoonmaak werkzaamheden werden voortaan uitbesteed.
Tegenwoordig is het schoonmaakpersoneel weer bij de gemeente in vaste dienst, maar de dienst WSBZ keerde niet terug.

## Rhoneweg 56
Het gebouw Rhoneweg werd speciaal voor deze dienst ontworpen door de Dienst der Publieke Werken. Onderdeel van de bouw was een rode metalen boogconstructie, waarvan de ontwerper vooralsnog onbekend is. Ook in 2023 is er in het gebouw een wasserij gevestigd (Best).